# Дрок раскидистый
Дрок раски́дистый, или Дрок распростёртый (лат. Genīsta pātula) — многолетнее травянистое растение, вид рода Дрок (Genista) семейства Бобовые (Fabaceae).
По данным The Plant List на 2016 год, название Genista patula M.Bieb. является синонимом действительного названия Genista tinctoria L. — Дрок красильный.

## Ареал и среда обитания
Малоазиатско-кавказский вид, свойственный горам Кавказа и Закавказья. Всегда поселяется на обнажениях опок и опоковидных песчаников, по крутым склонам песчаников, по крутым склонам и осыпям в местах близкого залегания грунтовых вод.

## Описание
Многолетнее растение. Кустарник. Высота от 50 до 100 см. Сильноветвистый; годичные ветки ребристые, рассеянно-опушённые или почти голые, наверху пирамидально-ветвистые. Листья ланцетовидные или яйцевидно-ланцетовидные, 4—5 см длиной и 0,4—1,8 см шириной, голые, по краям реснитчатые, наверху коротко шиповидно-заострённые.
Цветки жёлтые, в кистях, длиной 3—10 см, на конце веток на коротких цветоносах. Чашечка длиной 4,5—6 мм, до половины надрезанная, голая; зубцы верхней губы треугольно-ланцетовидные, заострённые, зубцы нижней губы ланцетовидно-линейные, при основании вдвое уже верхних. Флаг яйцевидный, длиной 9—12 мм, голый; крылья и лодочка немного короче флага.

## Охрана
Включен в Красную книгу Волгоградской области.